# Alquería Fortificada El Trinquet
La alquería del Trinquet (oficialmente Alquería Fortificada El Trinquet), situada en término de Almoines, es un conjunto monumental arqueológico ( siglos XI al XIX), arquitectónico (siglos XV-XIX) y etnológico (siglo XIX). Se trata básicamente de una torre medieval, con una alquería barroca anexa, un trinquete de jugar a la pelota valenciana y un recinto mural -de origen medieval, pero reconstruido posteriormente- que cierra un antiguo huerto de naranjos.
Es bien de interés cultural con número R-I-51-0012337.

## Descripción
La Alquería del Trinquete es un conjunto arquitectónico compuesto por una torre medieval, con una alquería anexa y un muro perimetral con elementos de fortificación de origen medieval, aunque reconstruida posteriormente, que cierra un antiguo huerto de naranjos.
Dispone de un trinquete de jugar a pelota valenciana de gran importancia etnológica e histórica en la comarca.
Está orientada a suroeste y se llega hasta ella a través del llamado camino del Trinquete, que partiendo del camino de Fuente Encarroz a Gandía llega hasta el muro perimetral que la protege. Desde este en línea recta se encuentra la puerta principal de la alquería.
El muro perimetral es de mampostería de cantos rodados de unos dos metros de altura, levantado como era tradicional en las alquerías señoriales, con el fin tanto de resguardarlo como de disponer de un lugar íntimo de esparcimiento. Recoge así la milenaria tradición de la recreación del paraíso, es decir jardín cerrado; concepto persa que se transmite al latín como paradisus, y que se representa aquí, como en anteriores culturas a través del Hortus conclusus, esto es, jardín rodeado de muros.
Este muro dispone de elementos defensivos. Así nos encontramos en su lado este con una torre provista de un curioso matacán de ladrillo. En el lado norte se conservan varias aspilleras. En su subsuelo es probable que se halle los restos de una pequeña alquería de época medieval levantada por los Quintavall. La alquería con la torre, ya citada a principios del siglo XVI, responde a la tipología de alquería con patio, alrededor del cual se distribuyen los distintos cuerpos constructivos de la misma. Está construido con mampostería intercalada con hiladas de ladrillo y los numerosos arcos son tabicados con el mismo ladrillo. La torre en la esquina sudeste de la alquería es de unos dieciséis metros de altura y planta casi cuadrada con cubierta a cuatro aguas. En sus caras se aprecian diversas aspilleras. En su interior se ubica una escalera de bóveda tabicada de ladrillo. Responde tanto a la necesidad de vigilancia como de defensa ante los asaltos de bandoleros y de piratas berberiscos, frecuentes en las costas españolas. El cuerpo principal de la alquería destinado a residencia dispone de dos plantas; se macla con la torre y sus ventanas recaen únicamente a la fachada principal. Junto a este y con una planta más destinada a cambra se ubica otro cuerpo con arcos tabicados de ladrillo posteriormente cegados. En la parte posterior de estos se ubica el patio, al que se accede a través de un hueco con arco elíptico y cerrando el mismo los cuerpos destinados a las labores agrícolas de la finca. Todos ellos de dos plantas. El trinquete adosado a la muralla exterior junto al acceso a la finca es de planta rectangular de unos cuarenta y cuatro metros de longitud por unos cinco metros de profundidad. Para su construcción se sobreelevó el muro perimetral y se levantaron las paredes interiores en mampostería.

## Historia
La Alquería del Trinquete tiene su origen en la época musulmana ( siglos XI-XIII), cuando comenzaron a regarse sus tierras con aguas de la red de acequias alimentada por el río Serpis. Existía en aquella época, en lo que hoy día constituye el término de Almoines, una alquería principal -Alfarrasí (Alharrazín, en el Llibre del Repartiment, año 1240)- y cuatro alquerías menores, en su mayoría rafals o heredades particulares. La Alquería del Trinquet debía ser una de estas fincas. El año 1384, el ciudadano Joan de Quintavall, propietario de las alquerías de Alfarrasí, Rafassanna y otras (conocidas como las alquerías de Quintavall), aprovechando la situación estratégica de aquellas tierras, emplazadas en el centro de la Safor, edificó un complejo de ocio compuesto por una taberna, que hacía también de sala de juegos de azar, y unas habitaciones donde se alojaban las ‘zíbies’ o prostitutas musulmanas. El complejo era destinado a la población sarracena, que era la mayoritaria en la comarca, y estaba separado de las alquerías; con lo cual se supone que se ubicaría la actual alquería del Trinquet. Al poco de tiempo, Quintavall fue denunciado por las autoridades de Gandía por no estar autorizado a sostener aquel burdel, que amenazaba con acabar con la hegemonía de la taberna y burdel del Rabal islámico de la villa de Gandía, dentro el término de la cual se encontraban las alquerías de Quintavall.
El año 1398 vuelve a figurar la actual alquería del Trinquete en el documento de venta de las alquerías de Quintavall a la Almoina de Pobres de la Catedral de Valencia.
Durante los siglos XVI al XIX, la torre, el huerto cerrado y la alquería del Trinquet pertenecieron a los duques de Gandía. Como consecuencia del fin de los señoríos (1837), pasaron a manos de diferentes terratenientes. Hasta el año 1859 perteneció la finca a los Vallier, familia francesa establecida en Gandía. El año 1859 Luis Vallier vendió la alquería de la Torre y sus tierras, 75,25 hanegadas, a un propietario adinerado de Oliva, en Venanci Vives Cuesta quien por medio de su apoderado, Joan Morant Bordehore -comerciante de Denia- plantó de naranjos el huerto a partir del 1867; siendo así el primer huerto de naranjos del término de Almoines.
Entre 1868 y 1879, la heredad estaba arrendada a un labrador de Oliva y es posible que por su afición a la pelota, adecuara aquí un trinquete. De aquí que se quedara el nombre de alquería del Trinquet, que todavía mantiene.
La alquería se encuentra situada al este del casco urbano de Almoines, en suelo no urbanizable, de uso agrícola, rodeada de huertos de naranjos regados por aguas del río Serpis a través de una red de pequeñas acequias alimentadas por la acequia de Sorella que recoge sus aguas de la acequia Comuna de Gandía que a su vez se alimenta de la acequia Real de Alcoy.
Su torre destaca en su entorno arbolado, por su gran altura y esbeltez y constituye un hito en el paisaje comarcal desde hace casi 500 años.